# Charaxes ocellatus
Charaxes ocellatus är en fjärilsart som beskrevs av Hans Fruhstorfer 1896. Charaxes ocellatus ingår i släktet Charaxes och familjen praktfjärilar. Inga underarter finns listade i Catalogue of Life.